# Ramal Osorno-Rupanco
El ramal Osorno-Rupanco fue un proyecto chileno de ramal ferroviario que pretendió unir a la ciudad de Osorno con el lago Rupanco en la actual comuna de Puyehue, Región de Los Lagos. Su construcción nunca se terminó, aunque por poco tiempo alcanzó a operar un tramo, y en 1959 se decretó su cierre.

## Historia

### Antecedentes
La idea de construcción de este ramal data de las primeras décadas del siglo XX, cuando el industrial de La Unión Teófilo Grob propuso un circuito ferroviario entre La Unión-Crucero-Lago Puyehue-Lago Rupanco-Osorno. Otra idea de la misma época señalaba la importancia de un ferrocarril que llegara hasta la localidad de Cochamó, y que desde esta vía pudiesen surgir sub-ramales hacia los lagos Rupanco y Llanquihue (por Puerto Octay). No obstante, ninguna de estas ideas se concretaría durante esos años.

### Construcción
Los primeros estudios formales del proyecto se iniciaron en 1936, y su aprobación recién ocurrió en 1940 a través de la Ley 6766 que autorizó al presidente de la república —por entonces Pedro Aguirre Cerda— a construir la línea. La autorización también estableció la fórmula de financiamiento, cuyo costo estaba calculado en 24 millones de pesos: el 50 % lo aportaría el Fisco y el otro 50 % los vecinos, a través de una recarga en las tarifas de pasajeros y carga que se movilicen desde o hacia ramal, y de un aumento en el avalúo de las propiedades dentro de la zona de influencia del ramal.
Tres años después, en marzo de 1943, el Departamento de Ferrocarriles de la Dirección General de Obras Públicas publicó el documento Ferrocarril de Osorno al Lago Rupanco, que entregó mayores detalles sobre el contrato y los requerimientos técnicos de la construcción. Este estudio estuvo a cargo de los ingenieros Manuel Ferreiro Serrano y Alberto Contesse Bachelet. En este estudio, se detalla una extensión total de 50,5 km, con 43,4 km de línea recta y 7,1 de curvas, una trocha de 1,68 m y durmientes de roble pellín. Por otro lado, la utilidad de este ramal se estimaba en la posibilidad de extraer de esas zonas 1.480 t de productos de forma anual.
De acuerdo al informe de 1943, las estaciones que se proyectaron fueron las siguientes:
- Osorno (km, 0, combinación con Red Sur Santiago-Puerto Montt)
- Paradero Las Quemas (km 10.8)
- Estación Pichil (km 17.6)
- Estación Lo Blaña (km 28.6)
- Estación Pichi Dama o Pichidamas (km 39.1)
- Estación Rupanco (km 50,5 estación terminal)

En su mensaje al Congreso Nacional de 1946, el presidente Gabriel González Videla mencionó el origen de la construcción del ramal en 1943, y afirmó que ya estaban en Osorno los rieles para llegar hasta las Quemas, pero que entre Pichidama y Rupanco aún no se habían ejecutado trabajos de ningún tipo.
En marzo de 1947 se anunció el estudio de la construcción de un ferrocarril internacional de Osorno a San Carlos de Bariloche. El ferrocarril sería la prolongación del ramal Osorno-Rupanco o del subramal Crucero-Puyehue de la línea Cocule-Lago Ranco.
Un año después, en marzo de 1948, los trabajos en la línea fueron suspendidos y el ministro de Obras Públicas Ernesto Merino anunció, en respuesta a «diversas peticiones recibidas» durante una visita reciente a Osorno, el estudio de transformar la línea férrea —aún en construcción— en una vía caminera. Estaban terminados unos 40 km de la faja férrea y faltaban de 10 a 12 km para finalizarla, junto con el enrielado. El anunció generó extrañeza entre los habitantes de la zona y dos meses después el Centro para el Progreso de Osorno solicitó al ministro la continuación de las obras del ferrocarril, junto con considerar la prolongación de la vía férrea hasta el lago Llanquihue y Cochamó. En febrero de 1949 el Ministerio de Obras Públicas comunicó al Centro para el Progreso que las obras del ferrocarril serían retomadas.Las obras se reanudaron el 19 de abril de 1949 y de acuerdo a lo informado por el gobierno a final de año, las obras de infraestructura entre los kilómetros 18,2 y 34 estaban «prácticamente terminadas».
De acuerdo a algunos autores, la vía comenzó a operar en 1954 entre Osorno y Las Quemas, aunque solo por menos de un año.

### Cierre
Debido al tráfico reducido y la existencia de un camino en la zona que ya conectaba con el lago Rupanco, en noviembre de 1959 el gobierno decretó el fin de las obras del ferrocarril y el levantamiento del tramo construido entre Osorno y Las Quemas.
Para 1962, la memoria de la Empresa de los Ferrocarriles del Estado señala que ese año se habían levantado 0,65 km de vías del ramal Osorno-Rupanco, por lo que para ese año la línea ya no se encontraba operativa. 